# Лонате Чепино
Лона̀те Чепѝно (на италиански: Lonate Ceppino; на ломбардски: Lonàa Cepin, Лонаа Чепин) е градче и община в Северна Италия, провинция Варезе, регион Ломбардия. Разположено е на 287 m надморска височина. Населението на общината е 5031 души (към 2017 г.).